# ویلیام وانزلا
ویلیام وانزلا (انگلیسی: William Vanzela؛ زادهٔ ۱ مارس ۱۹۸۵) بازیکن فوتبال است.
وی همچنین در تیم ملی فوتبال ایتالیا (7v7) بازی کرده‌است.